# Новото шоу на Уди Кълвача
„Новото шоу на Уди Кълвача“ (на английски: The New Woody Woodpecker Show) е американски анимационен сериал, базиран от едноименния герой на Уолтър Ланц. Продуциран е от Universal Cartoon Studios. Излъчва се всяка събота на 8 май 1999 г. до 28 март 2002 г. по Fox Kids.

## Актьорски състав
| Роля                          | Изпълнител                   |
| ----------------------------- | ---------------------------- |
| Уди Кълвача Моржа Уоли Смедли | Били Уест                    |
| Бъз Бъзард Туинки             | Марк Хамил                   |
| Г-жа Мийни                    | Андреа Мартин                |
| Уини Кълвача                  | Би Джей Уорд                 |
| Нотхед и Сплинтър             | Елизабет Дейли Ника Фътърман |

## В България
В България Александра Видео разпространява 3 VHS касети със заглавията „Ваканцията на Уди“, „Уди спортист“ и „Коледата на Уди“ около 2000 г. Дублажът е нахсинхронен в Александра Аудио. Ролите се озвучават от Елена Саръиванова и Георги Тодоров.
По-късно се издават на DVD от Prooptiki през 2006 г. Дублажът е войсоувър в Александра Аудио. Ролите се озвучават от Ася Рачева, Георги Тодоров и Стефан Сърчаджиев-Съра.
През 2008 г. се излъчва с войсоувър дублаж по bTV, заедно с оригиналните филмчета от 40-те и 50-те години на двадесети век. Ролите се озвучават от Георги Стоянов, Цветан Ватев и Симона Нанова.
През 2010 г. се излъчва с трети войсоувър по Нова телевизия и KinoNova. Дублажът е на Диема Вижън. Ролите се озвучават от Петя Миладинова, Александър Воронов, Силви Стоицов и Здравко Методиев.